# Площадь Федерации (Мельбурн)
Площадь Федерации (англ. Federation Square) — место проведения культурных и общественных мероприятий в центральной части Мельбурна, Австралия. Здесь располагается целый ряд зданий, в которых находятся художественные галереи, центр кинематографии, музей, выставочные помещения, рестораны, бары, магазины, окружающие два основных места общественных собраний, одно из которых находится под крышей (Атриум), второе под открытым небом. Большая часть Площади Федерации располагается на искусственной площадке, под которой проходят железнодорожные линии ведущие к вокзалу Флиндерс-Стрит Стейшн.

## Расположение и архитектура
Площадь федерации занимает целый городской квартал, ограниченный улицами Свенсон-стрит, Флиндерс-стрит и Рассел-стрит и рекой Ярра, проходящей по южной границе площади. Открытые пространства Площади, служащие местом общественных собраний, выходит непосредственно к фасадам вокзала Флиндерс-Стрит Стейшн и собора Святого Павла. Открытый план площади позволил соединить воедино историческую центральную часть города, реку Ярру и парки, расположенные на её берегах. Площадь открывает широкую панораму и даёт доступ к Южному берегу Ярры, который бурно развивается и перестраивается с конца 1980-х годов.
Территория, на которой в настоящее время располагается площадь и входящие в её ансамбль здания, использовалась на протяжении истории города в самых разных целях. В разное время здесь располагались депо, железнодорожная станция Принцесс-Бридж, мечеть. В 1997 году был объявлен конкурс на лучший проект по реконструкции обширного пространства между центральной частью Мельбурна и рекой Яррой, на который было подано 177 проектов. Победителями конкурса стали Дон Байтс и Питер Девидсон.